# 林郁夫 (オウム真理教)
林 郁夫（はやし いくお、1947年1月23日 - ）は、元オウム真理教幹部。元医師。
教団が省庁制を採用した後は治療省大臣だった。地下鉄サリン事件の実行犯。ホーリーネームはクリシュナナンダ。
同教団幹部であった同姓の林泰男（後に小池に改姓）と縁戚関係はない。

## 来歴
生い立ち
1947年品川区生まれ。父親が医師、母親が薬剤師の開業医の家に生まれる。幼少期から思いやりのある子といわれ、人助けがしたくて医師の道を選ぶ。慶應義塾中等部、慶應義塾高等学校を経て、慶應義塾大学医学部卒業。専門は心臓血管外科。
医師時代
1978年、アメリカ・デトロイトにあるサイナイ病院外科研究所に留学、1981年に帰国後、栃木県済生会宇都宮病院、茨城県那珂郡東海村の国立療養所晴嵐荘病院、慶應義塾大学病院などに勤務。慶應大学病院では心臓外科医として石原裕次郎の手術チームの一員でもあった。臨床医として癌などの死病の患者と接するうちに、現代医学や科学が乗り越えられない「死」に対して深く考えるようになる。
1977年、桐山靖雄の本に感化され、阿含宗の正式な信徒となり、多くの知り合いを阿含宗に勧誘していた。約10年在籍したが、自身の修行の成果が出ないと悩んでいた。
手術は出来ても人の心は救えないと悩んでいた。同時に予防医学の重要さを認識するようになり、心臓病などはストレスと深くかかわっていると認識し、患者にヨーガ、瞑想法、呼吸法などを紹介したりしていた。
オウム真理教への入信
1987年、書店で麻原彰晃の著書と出会う。信者のヨーガやツァンダリー、インドの伝統医学、オウム食などを用いた修行メニューによる具体的な成就記事などに強く衝撃を受け、しだいに傾倒していく。自ら運転する自動車で交通事故の加害者になり、その自責の念に駆られたことも入信の原因とされる。
1989年2月、オウム真理教に入信。病院にオウムの療法を持ち込み、患者に塩水や湯、糸を飲ませたり、ジャンプさせたりするなどしたためトラブルにもなった。1990年1月に晴嵐荘病院を退職し、同年5月、妻、子供達と共に一家4人で出家信者（サマナ）になった。この際には目黒に所有していたマンションを売った額を含めた全財産の8000万円と車2台を布施として寄付し、地位も名誉もすべてなげうっての出家であった。
出家生活
その後教団では「師長」になり、中野区にあったオウム真理教附属医院（AHI）の院長に就任。出家当初の林は東洋医学や瞑想も取り入れて末期がんなどの難病治療に取り組むことを志していたが、まるで違う現実が林を待ち受けていた。1993年に池田大作サリン襲撃未遂事件でサリン中毒になった新実智光を治療し、オウム真理教がサリンを保有していることを知る。1994年には治療省大臣となる。教団の犯罪に従事する信者の指紋消去手術、信者の記憶消し（ニューナルコ）などに携わる。その他、鹿島とも子長女拉致監禁事件やピアニスト監禁事件の被害者に対し、チオペンタールナトリウムを打ったり殴打するなどしている。「教団は毒ガス攻撃を受けている」という麻原の嘘も1995年の暮れまで信じていた。林の性格は暴力的になり、部下の女性看護師や妻も殴るようになった。
地下鉄サリン事件の実行
殺人にはためらいを覚えていたものの、必死に信仰心を保とうとしていた林は地下鉄サリン事件の実行犯となる。1995年3月20日、帝都高速度交通営団（営団地下鉄）千代田線に林が散布したサリンによって地下鉄職員2人が死亡し、231人に重軽傷を負わせた。なお、事件前日の3月19日には、公証人役場事務長逮捕監禁致死事件でレンタカーを借りる際に書類に指紋を残した松本剛の指紋の除去手術を教団付属医院で行っている。
事件直後、林は麻原が「地下鉄の騒ぎでオウムが疑われてるのは心外だ」と発言したことで麻原に対して不信感を抱いたと言う。逮捕後も麻原の「シヴァ神にポアされて良かったね。マントラを1万回唱えなさい」などの発言でさらに不信感を持ったと言われ、これが後の全面自供の伏線になったと言われている。
地下鉄サリン事件3日前の尊師通達で「正悟師」に昇格していた。
逃亡・逮捕
3月22日、警察は教団への強制捜査に踏み切り、松本を全国指名手配した。3月24日から、松本や治療省の部下らと共に北陸方面に逃走を開始。石川県穴水町の貸し別荘を偽名で契約し、松本に顔の整形手術や再度の指紋除去手術等を行った。4月7日、教団との連絡役で逃走を支援していた治療省の部下が、林の潜伏先の近くで石川県警察の職務質問を受け、逮捕された。このことをテレビニュースで知ると、貸し別荘から逃亡した。4月8日、松本と2人で石川県金沢市方面に向かう途中で、林も警察官に発見され、職務質問で自転車の盗難が発覚し、占有離脱物横領罪で逮捕された。松本は山中に身を隠し、京阪方面を転々としながら逃走を続けていたが、5月18日、東京都足立区内の路上で警視庁に逮捕監禁罪で逮捕された。
取調べ・自供
警視庁に移送された林は取り調べにおいて「警察とオウム真理教との戦いだ」と発言し、断食を宣言するなどの戦闘的姿勢があった。林は重要人物だとみなされておらず、取調べに当たったのは警視庁第三機動捜査隊からの応援で捜査第一課に来ていた警部補と部長刑事であった。もともと暴力団捜査の担当が長いこの警部補はオウム問題に詳しい滝本太郎弁護士の元を何度も訪れ、洗脳状態にある信者に対する接し方などのアドバイス（麻原を呼び捨てにしない、医師であった林に対しては「先生」と呼ぶ等）を受けて、独自の方法で取り調べを行っていた。林は「先生という呼び方はやめてほしい。私はもう医師ではない。そんな風に思われるのは面はゆい」と拒んだが、「実際にあなたは人の命を救ってきた。立派な仕事をされてきたので敬意を込めて呼ばせてもらいます」と取調べ中は常に林は「先生」と呼ばれ続けていた。後の自供は「オウムが解体された後の信徒たちを救ってほしい」との求めに応じたものであった。なお、後に林は法廷において弁護人から「先生」と呼ばれたときに「私は先生じゃないから」と感情を顕にしている。
教団の弁護士である青山吉伸の接見後には黙秘権を行使していたが、昇格をちらつかせながら口止めさせようとする弁護士の姿勢に疑問を抱き始め、4月23日の村井秀夫刺殺事件後には動揺を見せた。5月6日に別の事件での取り調べを終えたあと、突然「私がサリンを撒きました」と述べ、地下鉄サリン事件の全面自供を始めた。取調べ担当の警部補たちは、林が地下鉄サリン事件に関与していたことを全く予想しておらず、「先生、嘘だろう」「誰かをかばっているの」と問い直した。この供述により警察は同月16日教団施設への強制捜査を実施。隠し部屋に潜んでいた麻原が逮捕され、教団解体へとつながる。
また公判中、被害者の駅員が自分が撒いたサリンを片付けたために死亡したことについて「私は本来人を助ける医者でありながら、そういう人達に比べて」と号泣するなど、林の涙ながらの裁判は傍聴人の心を大きく揺さぶり、「慟哭の裁判」とも言われた。
その後、オウム真理教の各種事件に対しての捜査に協力的な点や、公判の中で、遺族・被害者側が「改悛の情がある」として、必ずしも死刑を求めなかったこと、サリン散布の実行犯であることを捜査側が充分に関知していない段階で自ら告白した点、罪の呵責に喘いでいる点などを考慮し、検察は林の全面自供により地下鉄サリン事件の全容が明らかになったことが自首に相当するとの判断を下した。このため検察は死刑ではなく無期懲役を求刑したが、無差別大量殺人事件の実行犯に対し検察側が自発的に求刑を軽減するのは極めて異例のことである。
地裁判決
1998年5月、東京地裁で無期懲役の判決が下る。検察側も林側も控訴せず、一審で確定した。現在、千葉刑務所に服役中。その後、地下鉄サリン事件の他の4人の散布役はいずれも死刑が確定し、2018年7月に全員が執行されたことから、地下鉄サリン事件の散布役の中では唯一の存命者となった。
死刑を免れた理由として山室惠裁判長は「自己の記憶に従い、ありのままに供述していることが認められる。極刑が予想されるなか、臆することなく決定的に不利な事項にまで及んでおり、覚悟したうえでの胸中の吐露であって、被告人の反省、悔悟の情は顕著である」とした。その他、麻原が科学技術省の4人以外に治療省の林を実行犯に選んだことを「いささか不自然であり、被告人の信仰心に付け入った利用」とし、麻原の指示がなければ実行役にはならなかったとした。また、地下鉄サリン事件で亡くなった地下鉄職員の妻が証人として出廷した際、林を「許してもいい」という証言をしたことも大きな影響を与えたとされる。他の信者らの裁判に証人として出廷し、有罪判決を引き出すことに貢献してきた林であったが、この無期判決には極刑を希望する警察関係者から不満の声も上がったという。坂本堤弁護士一家殺害事件の実行犯のメンバーとして死刑判決が下った早川紀代秀も「私が命令したわけでもなく私がこの手で殺したわけでもないのに、死刑かと言う思いがあります。林は自分の手でも2人を殺していますが、死刑を求刑すらされず無期判決です。いったいこの差は何なのでしょうか」と手記を遺していた。山室裁判長自身も退官後、判決は林への同情によるものではなく、「いま、あの当時に戻ることができても、あの判決しかないと思っています」としながらも「自分の下した判決が正しかったのか、正しくなかったのか、これほど自問自答し続けた裁判はほかにありません」と心情を吐露している。
なお、林は単純な反オウムに転向したわけではなく、麻原の子どもの就学拒否問題やオウム信者住民票不受理問題などが起きていた2000年に出廷した際には、「あまりにも一方的、あまりにフェアでない。何もかも悪い、何もかも危険と、そのように世論が誘導されて」いると行政等の対応を批判している。
後に、サリン事件で亡くなった被害者の名前を毎日念仏で唱えていると報道された。一方で刑務所ではヨガを組んでいるという。

## 周辺人物
妻：りら
1949年東京都大田区生まれの麻酔科医。松本の指紋除去手術を林と共に行ったことで逮捕・起訴された（懲役1年、執行猶予3年）。
郁夫とは1980年7月24日に結婚した。郁夫が阿含宗の前身である観音慈恵会に入信していた為、挙式は仏式であった。結婚後は専業主婦をしていたが、その後一家でオウム真理教に出家する。出家後は熊本県の教団施設、教団付属医院、上九一色村の第六サティアンにて治療にあたる。AHI（教団付属病院）で手に負えない患者は兄の所に連れて行き治療に当たらせた。郁夫とはAHI以外で会うことはなく、第六サティアンにそれぞれ個室を与えられていた。麻原の「新婚旅行に行け」の命令で郁夫と共にアメリカに向かい、LSDなどの薬物の調査に当たったことがある。郁夫は教団で権力を持つようになった1994年から、この妻に対し度々暴力を振るっていた。その後医師登録され現在は医師として活動している。
1981年、アメリカ合衆国・デトロイト市にて長女誕生。1987年、茨城県東海村にて長男誕生。
教団付属医院婦長
宮崎県資産家拉致事件での営利略取罪、林による松本の指紋除去手術を補助し、北陸への逃亡を幇助したことでの麻薬及び向精神薬取締法違反および犯人蔵匿罪で逮捕・起訴された（懲役2年4ヶ月）。1965年3月茨城県生まれ。1985年5月に看護婦国家試験（現在の呼称は「看護師」）に合格し、20歳で地元の晴嵐荘病院循環器科に配属された。そこで医長を務めていた林と出会い、次第に不倫関係となる。林に「見学に行こう」と薦められ、1989年4月にオウム真理教に入信。その後末期がんの多い病棟に配属され、死について考えはじめる。林に相談すると出家を薦められたため、1990年5月に出家。なお不倫関係は1990年で終わり、その後は林の片腕となり教団内で治療に当たる。1993年頃から教団のやり方に疑問を持つようになるが、林の説得により思い留まった。が、この頃から林は暴力的になり、この婦長を殴ることもあった。

## 著書
- 林郁夫『オウムと私』文藝春秋、1998年9月。ISBN 4167656175。

## 林郁夫を演じた俳優
- 高杢禎彦（元チェッカーズ） - 『オウムVS警察 史上最大の作戦』（2004年、日本テレビ）
- 平田満 - 『告白―私がサリンをまきました―オウム10年目の真実』（2004年、TBS）
- 小市慢太郎 - 『地下鉄サリン事件 15年目の闘い〜あの日、霞ヶ関で何が起こったのか〜』（2010年、フジテレビ）
- 岡部たかし - 『直撃!シンソウ坂上 緊急ドラマ!オウム終わらせた男』（2018年、フジテレビ）
- 水越とものり - 『THE 重大事件 Vol.2「土谷正実 サリンを造った男」』（2022年、Hulu）